# Trận Hannut
Trận Hannut (tránh nhầm lẫn với Trận chiến khe hở Gembloux) là một trận đánh trong Trận nước Bỉ trên Mặt trận phía Tây trong cuộc Chiến tranh thế giới thứ hai, diễn ra từ ngày 12 cho đến ngày 14 tháng 5 năm 1940 tại Hannut, Bỉ. Trong thời gian đó, trận đánh Hannut được xem là trận đấu tăng lớn nhất đã từng xảy ra.
Mục tiêu hàng đầu của quân đội Đức Quốc xã (Wehrmacht) là để giam chân các thành phần mạnh nhất của Tập đoàn quân số 1 của Pháp và để đánh lạc hướng lực lượng này khỏi mũi đột phá chính yếu của Cụm Tập đoàn quân A của Đức qua vùng núi Ardennes, theo đề xuất của Tướng Erich von Manstein trong kế hoạch chiến dịch Fall Gelb của người Đức. Theo lịch sử, cuộc đột phá tại Ardennes của quân Đức sẽ được thực hiện vào ngày 15 tháng 5 năm 1940, sau các cuộc tiến công của quân đội Đức vào Hà Lan và Bỉ. Sở dĩ quân Đức trì hoãn là để cho khối Đồng Minh tin rằng mũi đột phá chính của quân Đức sẽ xuyên qua Bỉ và theo đó vào thẳng nước Pháp, giống như Kế hoạch Schlieffen thời Chiến tranh thế giới thứ nhất, Khi quân đội Đồng Minh tiến vào Bỉ, họ sẽ bị các chiến dịch tấn công của quân Đức ở miền đông nước Bỉ tại Hannut và Gembloux kìm chân. Với cánh sườn của Tập đoàn quân số 1 của Pháp bị hở, quân Đức có thể thọc sâu về eo biển nước Anh, theo đó hợp vây và tiêu diệt các lực lượng Đồng minh. Trong khi đó, theo kế hoạch của quân đội Pháp, quân Pháp sẽ chuẩn bị một hệ thống phòng ngự cho cuộc phòng thủ lâu dài tại Gembloux, cách Hannut khoảng 21 dặm Anh về hướng tây. Người Pháp phải 2 sư đoàn thiết giáp tới Hannut, để trì hoãn bước tiến của quân Đức và mang lại các lực lượng hùng mạnh của Pháp thời gian để tổ chức phòng ngự tại Gembloux. Không cần biết điều gì sẽ xảy ra tại Hannut, quân Pháp đã dự kiến sẽ triệ thoái về Gembloux.
Quân đội Đức kéo đến khu vực Hanner chỉ hai ngày sau khi họ bắt đầu cuộc tấn công Bỉ, Quân Pháp giành thắng lợi trong một loạt cuộc giao chiến trì hoãn chiến thuật tại Hannut và rút lui về Gembloux theo dự kiến. Tuy nhiên, chiến thắng của quân Pháp đã trở nên vô nghĩa:[ quân Đức thành công trong việc cầm chân các lực lượng hùng hậu của quân Đồng minh tại Hannut vốn có thể tham gia trong đòn giáng quyết định qua vùng núi Ardennes. Mặc dù chịu nhiều thiệt hại về xe tăng hơn quân Pháp, do vẫn chiếm giữ khu vực này, quân Đức đã có thể hồi phục và sửa chữa khoảng 100 xe tăng của mình, trong khi quân Pháp thì ngược lại.
Quân đội Đức không thể hoàn toàn vô hiệu hóa Tập đoàn quân số 1 của Pháp tại Hannut, mặc dù quân Pháp đã bị thiệt hại nặng nề và thoái lui về Gembloux. Nơi đây, quân đội Pháp một lần nữa giành những thắng lợi chiến thuật trong trận Gembloux vào các ngày 14 – 15 tháng 5. Sau trận chiến này, mặc dù hủy hoại nghiêm trọng, Tập đoàn quân số 1 của Pháp đã có thể triệt thoái về Lille, tại đây họ cầm chân quân đội Đức và tạo điều kiện cho Lực lượng Viễn chinh Anh tiến hành cuộc tháo chạy khỏi Dunkirk.